# Гайсин, Ришат Зуфарович
Ришат Зуфарович Гайсин (род. 23 августа 1958, Кумертау, Башкирская АССР) — советский тяжелоатлет.

## Биография
Ришат Гайсин родился 23 августа 1958 года в городе Кумертау Башкирской АССР (сейчас Башкирии).
В 1985 году окончил Уфимский авиационный институт им. Серго Орджоникидзе по специальности «инженер-механик».
Занимался тяжёлой атлетикой в ДСО «Зенит» в Кумертау под началом тренера М. Н. Маркина и в ШВСМ под руководством В. Н. Самородова.
В 1977—1984 годах выступал в соревнованиях за «Профсоюзы» из Кумертау. Трижды выигрывал медали чемпионата СССР в весовой категории до 82,5 кг: серебряную в 1983 году (377,5 кг в сумме двоеборья), бронзовые в 1982 году (370 кг) и 1984 году (365 кг). В 1983 году завоевал серебро Кубка СССР и летней Спартакиады народов СССР. Четырежды выигрывал чемпионат РСФСР (1981—1984).
В 1978 году выиграл международный турнир памяти Александра Курынова в Казани.
В 1982—1983 годах входил в состав сборной СССР.
Успешно выступал в ветеранских соревнованиях. Дважды был чемпионом мира (1996—1997), чемпионом Европы (1995), чемпионом Всемирных игр ветеранов (1998).
Мастер спорта СССР международного класса (1982).